# 第三世界
第三世界（英語：Third World）通常指亞洲、非洲、中南美洲的發展中國家；其所指涉的國家和地區，雖然沒有絕對明確的界定，但一般指一些在政治、經濟、社會現代化進程中比較落後的國家和地區。大眾文化中，因對三種世界定義缺乏認識，而任意泛用第三世界一詞，去指稱世界上發展落後、甚至是慌亂狀態（如傳染病肆虐、巫覡與私刑氾濫）的地區，帶有強烈的貶意。
傳統觀點是將世界諸國區分為第一世界：西方集團的國家、第二世界：東方集團的國家和第三世界：發展中的國家。

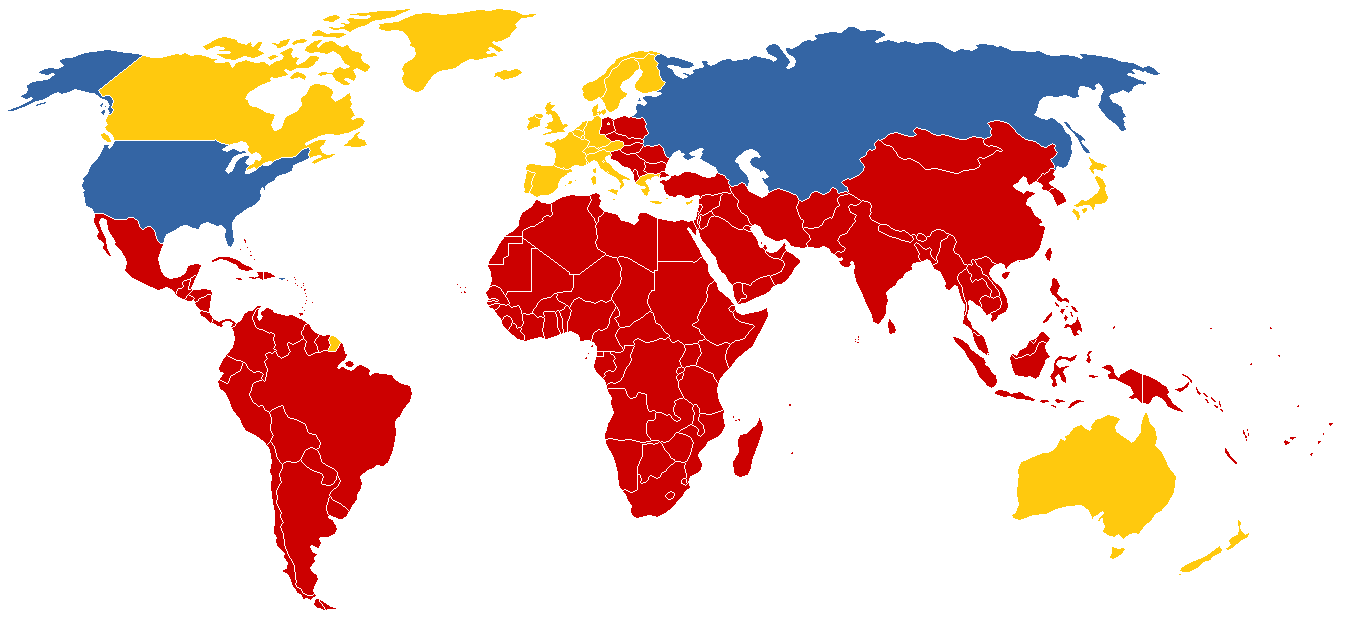
“三个世界”理论中的三个世界
第一世界：超级大国
第二世界：发达国家
第三世界：发展中国家

## 不同觀點下的第三世界定義

### 冷戰下的意識形態區別
「第三世界」的說法最先由經濟學家Alfred Sauvy於1952年8月14日的法國雜誌《新觀察家》中提出；原本是指法國大革命時代的「第三階級」；後被引申來描述冷戰時期，一些在國際政治上傾向中立，而經濟發展較為落後的非洲、亞洲和拉丁美洲國家。
這種說法，係從冷戰背景下的意識型態區別著眼。「三個世界」的概念逐漸流行之後，一般即以「第一世界」指稱以美國為首的西方集團，包括英國、西德、加拿大、法國及日本等國；而以「第二世界」指稱當時以蘇聯為首的東方集團國家（主要集中在東歐），如波蘭、捷克斯洛伐克、羅馬尼亞、保加利亞等。此外，幾乎所有的不结盟运动成员国都自認属於「第三世界」──即使這些國家多數帶有社會主義傾向，或對源自西方的資本主義全球化懷有疑慮；相反的，一些不結盟的已開發國家也屬於「第三世界」，例如愛爾蘭。
此外，若從國際關係現實主義的觀點出發，因这類国家數量佔世界多數，故有稱其為「主体世界（The Majority World）」的說法。

### 現代的國家發展綜合性指標
今日流行的「第三世界」概念，大致上即為在國際政治經濟研究的「世界體系理論」當中，被歸類為屬於「半邊陲地帶（the semi-periphery）」或「邊陲地帶（the periphery）」的那些国家。這類國家在地理上大多处於「工業化國家」的南边，因此常被以「南方国家（The Southern Nations）」加以泛稱。就发展经济学的角度而言，這類国家包括被称为「開發中国家」及「最低度開發國家」的那些經濟體──這是相對於「已開發國家」而言。

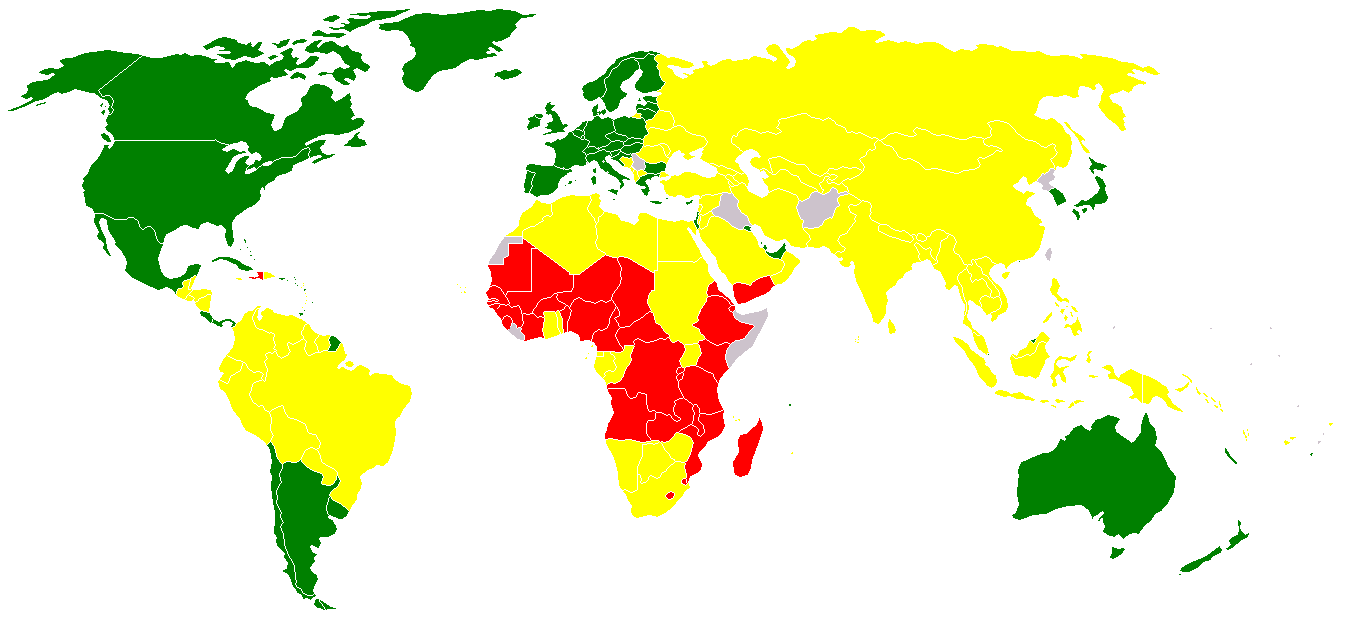
圖中為根據人類發展指數HDI分色表示三種不同發展程度的國家。 綠色：第一世界國家，黃色：第二世界國家，紅色：第三世界國家，灰色：不明

冷戰後，「第三世界」主要指那些以綜合發展程度評價的較落後的國家──例如依照联合国人类发展指数排名，名次較後的国家──不論他们採取何種意识型态或具有何等的戰略重要性。
在一份世界銀行發表的「世界各區域每人平均國民生產毛額佔『第一世界』同項數字的百分比」的統計報告中，所指涉的「第三世界」包括「除了南非以外的次撒哈拉非洲地區」、「拉丁美洲」、「西亞及北非」、「南亞」、「中國及日本以外的東亞」等區域；該報告對于俄羅斯進行了特別的劃分。
此外，印度、巴西、土耳其、墨西哥、南非、泰國、馬來西亞，以及若干波斯灣產油國等，由於其較大的經濟規模，或者較突出的出口成績，在第三世界的發展競賽中顯得格外搶眼。

## 附註
1. ↑  引用自Giovanni Arrighi論文，收錄在Ino Rossi編，“Frontiers of Globalization Research”，將於2007年一月出版，頁35。
2. ↑  報告中所指涉的「第一世界」，包括「北美洲」、「西歐」、「南歐」、「澳大利亞及紐西蘭」等區域或國家。雖未提及「第二世界」，然而俄羅斯──作為一個工業基礎雄厚、經濟規模龐大，但苦於社會混亂和轉型症候的大國──以及其他同樣面臨轉型壓力的（前）共產國家，它們既不同於第一世界，也不屬於第三世界；由此觀之，本文所介紹的第一種定義中的「第二世界」實尚未完全消失，而是以不同於冷戰時期的方式與第一世界互動。若以全球戰略地位或人類發展指標加以衡量，這類國家中大多數的狀況，亦都介於第一世界與第三世界之間。